# Europese kampioenschappen schaatsen 1991
De Europese kampioenschappen schaatsen 1991 werden op 18, 19 en 20 januari 1991 gereden op de ijsbaan Zetra Ice Rink te Sarajevo in de deelrepubliek Bosnië en Herzegovina van Joegoslavië.
Titelverdedigers waren de Europees kampioenen van 1990 in Heerenveen. In Thialf werden de Duitse Gunda Niemann en de Nederlander Bart Veldkamp kampioen.
De Duitse Gunda Niemann en de Noor Johann Olav Koss werden Europees kampioen.
| Programma                                            | Programma                                               | Programma                              |
| vrijdag 18 januari                                   | zaterdag 19 januari                                     | zondag 20 januari                      |
| ---------------------------------------------------- | ------------------------------------------------------- | -------------------------------------- |
| 500 meter mannen 500 meter vrouwen 5000 meter mannen | 1500 meter vrouwen 1500 meter mannen 3000 meter vrouwen | 5000 meter vrouwen 10.000 meter mannen |

## Mannen

### Eindklassement
| Rang   | Schaatser            | Land                | Punten  | 500 m         | 5000 m       | 1500 m        | 10.000 m      |
| ------ | -------------------- | ------------------- | ------- | ------------- | ------------ | ------------- | ------------- |
| Goud   | Johann Olav Koss     | Noorwegen           | 162,173 | 39,43 (6)     | 6.53,28 (1)  | 1.56,99 (3)   | 14.08,38 (1)  |
| Zilver | Leo Visser           | Nederland           | 163,134 | 39,42 (5)     | 6.59,07 (3)  | 1.56,30 (1)   | 14.20,83 (4)  |
| Brons  | Bart Veldkamp        | Nederland           | 163,498 | 39,99 (14)    | 6.55,93 (2)  | 1.57,70 (4)   | 14.13,65 (2)  |
| 4      | Ben van der Burg     | Nederland           | 165,555 | 39,19 (4)     | 7.05,34 (7)  | 1.59,19 (10)  | 14.42,03 (6)  |
| 5      | Thomas Bos           | Nederland           | 166,097 | 39,79 (11)    | 7.08,23 (9)  | 1.59,63 (12)  | 14.32,16 (5)  |
| 6      | Geir Karlstad        | Noorwegen           | 166,562 | 41,43 (22)    | 6.59,47 (4)  | 2.01,07 (18)  | 14.16,59 (3)  |
| 7      | Peter Adeberg        | Duitsland           | 167,153 | 38,63 (3)     | 7.16,86 (17) | 1.56,68 (2)   | 15.18,89 (13) |
| 8      | Ildar Garajev        | Sovjet-Unie         | 167,170 | 39,48 (7)     | 7.10,46 (10) | 1.57,80 (5)   | 15.07,57 (12) |
| 9      | Markus Tröger        | Duitsland           | 167,257 | 39,82 (12)    | 7.10,65 (11) | 1.58,66 (6)   | 14.56,38 (9)  |
| 10     | Roberto Sighel       | Italië              | 167,917 | 39,57 (8)     | 7.16,50 (16) | 1.59,01 (8)   | 15.00,55 (11) |
| 11     | Jaromir Radke        | Polen               | 168,473 | 41,65 (24)    | 7.01,60 (5)  | 2.00,76 (17)  | 14.48,20 (7)  |
| 12     | Thor Olav Tveter     | Noorwegen           | 169,352 | 39,73 (10)    | 7.15,37 (15) | 1.59,06 (9)   | 15.27,98 (15) |
| 13     | Christian Eminger    | Oostenrijk          | 169,373 | 42,66 (27)    | 7.04,44 (6)  | 1.58,94 (7)   | 14.52,46 (8)  |
| 14     | Andrej Anoefriejenko | Sovjet-Unie         | 169,945 | 39,65 (9)     | 7.13,88 (14) | 1.59,95 (13)  | 15.38,49 (16) |
| 15     | Rudi Jeklic          | Duitsland           | 172,183 | 44,20 (29)    | 7.10,69 (12) | 2.00,24 (15)  | 14.56,69 (10) |
| 16     | Ådne Søndrål         | Noorwegen           | 182,894 | 38,48 (2)     | 7.13,22 (13) | 2.45,10 (30f) | 15.21,19 (14) |
| NC17   | Nikolaj Goeljajev    | Sovjet-Unie         | 123,115 | 38,13 (1)     | 7.29,42 (26) | 2.00,13 (14)  |               |
| NC18   | Thomas Kumm          | Duitsland           | 124,291 | 39,89 (13)    | 7.22,35 (22) | 2.00,50 (16)  |               |
| NC19   | Zsolt Zakarias       | Oostenrijk          | 125,006 | 40,52 (17)    | 7.20,86 (21) | 2.01,20 (19)  |               |
| NC20   | Deszo Horváth        | Roemenië            | 126,360 | 40,99 (19)    | 7.20,00 (19) | 2.04,11 (23)  |               |
| NC21   | Mariusz Maslanka     | Polen               | 126,544 | 40,45 (16)    | 7.32,68 (28) | 2.02,48 (21)  |               |
| NC22   | Notker Ledergerber   | Zwitserland         | 126,552 | 41,44 (23)    | 7.20,69 (20) | 2.03,13 (22)  |               |
| NC23   | Alessandro De Taddei | Italië              | 126,755 | 40,28 (15)    | 7.29,29 (25) | 2.04,64 (25)  |               |
| NC24   | Timo Järvinen        | Finland             | 128,202 | 42,32 (26)    | 7.23,49 (23) | 2.04,60 (24)  |               |
| NC25   | Jiří Kyncl           | Tsjecho-Slowakije   | 129,016 | 42,31 (25)    | 7.24,13 (24) | 2.06,88 (26)  |               |
| NC26   | István Dolp          | Hongarije           | 130,796 | 41,09 (20)    | 7.47,83 (30) | 2.08,77 (27)  |               |
| NC27   | Thierry Lamberton    | Frankrijk           | 131,960 | 41,15 (21)    | 7.41,80 (29) | 2.13,89 (28f) |               |
| NC28   | Nihad Mahmutovic     | Joegoslavië         | 137,354 | 44,14 (28)    | 8.02,24 (31) | 2.14,97 (29)  |               |
| NC29   | Andrej Moeratov      | Sovjet-Unie         | 156,866 | 1.12,40 (30f) | 7.19,50 (18) | 2.01,55 (20)  |               |
| DQ3    | Craig McNicoll       | Verenigd Koninkrijk | 85,558  | 40,58 (18)    | 7.29,78 (27) | 2.02,65 (DQ)  |               |
| DQ1    | Michael Hadschieff   | Oostenrijk          | 82,630  | 1.09,61 (DQf) | 7.08,14 (8)  | 1.59,45 (11)  |               |

## Vrouwen

### Deelname
Aan zestiende editie voor de vrouwen namen tweeëntwintig deelneemsters uit negen landen deel. Zeven landen, Nederland (4), Sovjet-Unie (4), Noorwegen (3), Italië (2), Polen (2), Finland (1) en Oostenrijk (1), waren ook vertegenwoordigd op het EK in 1990. Oost- en West-Duitsland namen dit jaar voor het eerst na de hereniging gezamenlijk deel als Duitsland (4). Roemenië (1) nam na 1971 voor de tweede keer deel. Het organiserende land Joegoslavië en Tsjechoslowakije en Zweden, in 1990 nog present, ontbraken dit jaar. Acht vrouwen debuteerden op dit kampioenschap.
Met de verovering van de derde titel op rij sloot Gunda Kleemann zich aan bij Atje Keulen-Deelstra (1972-1974) en Andrea Mitscherlich (1985-1987) die beide de Europese titel ook driemaal op rij hadden gewonnen. Haar landgenote Heike Warnicke-Schalling, in 1990 derde, stond Kleemann dit jaar opnieuw terzijde, nu op plaats twee. De Nederlandse Yvonne van Gennip flankeerde Kleemann op de derde plaats, het was haar vijfde medaille, van 1985-1987 was ze tweede geworden (achter Mitscherlich) en in 1988 ook derde (achter Mitscherlich en Kleemann).
Van het Nederlandse kwartet vrouwen eindigde na Van Gennip ook debutante Carla Zijlstra, op de tiende positie, in de top tien. Jolanda Grimbergen werd net als in 1990 dertiende, en de eveneens debuterende Sandra Zwolle eindigde op de zeventiende plaats.

### Afstandmedailles
De Nederlandse delegatie behaalde voor de derde keer geen afstand medailles, ook in 1983 en 1984 werden deze niet binnengehaald. De Oostenrijkse Emese Hunyady wist dankzij haar bronzen medaille op de 500 meter te voorkomen dat alle medailles naar Duitsland en de Sovjet-Unie gingen.
| Afstand | Goud                       | Zilver                   | Brons                      |
| ------- | -------------------------- | ------------------------ | -------------------------- |
| 500m    | Natalija Polozkova-Kozlova | Gunda Kleemann           | Emese Hunyady              |
| 1500m   | Gunda Kleemann             | Heike Warnicke-Schalling | Natalija Polozkova-Kozlova |
| 3000m   | Gunda Kleemann             | Heike Warnicke-Schalling | Svetlana Bojko             |
| 5000m   | Gunda Kleemann             | Heike Warnicke-Schalling | Svetlana Bojko             |

### Eindklassement
Achter de namen staat tussen haakjes bij meervoudige deelname het aantal deelnames 
| Rang   | Schaatsster                  | Land        | Punten  | 500 m       | 1500 m       | 3000 m        | 5000 m       |
| ------ | ---------------------------- | ----------- | ------- | ----------- | ------------ | ------------- | ------------ |
| Goud   | Gunda Kleemann (4)           | Duitsland   | 173,945 | 42,69 (2)   | 2.06,07 (1)  | 4.24,25 (1)   | 7.31,91 (1)  |
| Zilver | Heike Warnicke-Schalling (7) | Duitsland   | 177,300 | 44,21 (11)  | 2.09,70 (2)  | 4.27,27 (2)   | 7.33,12 (2)  |
| Brons  | Yvonne van Gennip (7)        | Nederland   | 180,512 | 43,77 (7)   | 2.11,39 (4)  | 4.35,97 (6)   | 7.49,51 (4)  |
| 4      | Emese Hunyady (7)            | Oostenrijk  | 180,786 | 42,80 (3)   | 2.11,40 (5)  | 4.36,23 (7)   | 8.01,48 (9)  |
| 5      | Svetlana Bojko (3)           | Sovjet-Unie | 180,956 | 45,02 (20)  | 2.13,78 (12) | 4.29,24 (3)   | 7.44,70 (3)  |
| 6      | Natalija Polozkova-Kozlova   | Sovjet-Unie | 181,036 | 42,48 (1)   | 2.11,20 (3)  | 4.40,19 (14)  | 8.01,25 (8)  |
| 7      | Ulrike Adeberg               | Duitsland   | 181,595 | 44,52 (14)  | 2.11,64 (6)  | 4.34,77 (4)   | 7.54,00 (5)  |
| 8      | Ljoedmila Prokasjeva (2)     | Sovjet-Unie | 181,910 | 42,82 (4)   | 2.13,15 (10) | 4.37,17 (10)  | 8.05,12 (11) |
| 9      | Elena Belci-Dal Farra (6)    | Italië      | 182,358 | 44,72 (17)  | 2.12,76 (8)  | 4.35,64 (5)   | 7.54,45 (6)  |
| 10     | Carla Zijlstra               | Nederland   | 182,671 | 44,46 (13)  | 2.13,13 (9)  | 4.36,70 (8)   | 7.57,19 (7)  |
| 11     | Mihaela Dascălu              | Roemenië    | 183,295 | 43,18 (5)   | 2.16,02 (15) | 4.37,04 (9)   | 8.06,02 (12) |
| 12     | Else Ragni Yttredal (4)      | Noorwegen   | 183,399 | 43,31 (6)   | 2.12,42 (7)  | 4.39,16 (12)  | 8.14,23 (15) |
| 13     | Jolanda Grimbergen (2)       | Nederland   | 183,796 | 43,93 (10)  | 2.14,68 (13) | 4.38,08 (11)  | 8.06,27 (13) |
| 14     | Jelena Banadisenko-Mamajeva  | Sovjet-Unie | 186,357 | 44,75 (18)  | 2.16,57 (16) | 4.41,78 (15)  | 8.11,21 (14) |
| 15     | Anette Tønsberg (2)          | Noorwegen   | 186,501 | 44,39 (12)  | 2.16,63 (17) | 4.42,49 (16)  | 8.14,87 (16) |
| 16     | Petra Becker (4)             | Duitsland   | 186,611 | 46,13 (21)  | 2.16,74 (18) | 4.39,31 (13)  | 8.03,50 (10) |
| NC17   | Sandra Zwolle                | Nederland   | 135,419 | 43,92 (9)   | 2.13,22 (11) | 4.42,56 (17)  |              |
| NC18   | Ewa Borkowska (3)            | Polen       | 137,338 | 44,64 (15)  | 2.15,67 (14) | 4.44,85 (18)  |              |
| NC19   | Siw Sviggum                  | Noorwegen   | 138,633 | 44,64 (15)  | 2.17,43 (19) | 4.49,10 (20)  |              |
| NC20   | Aneta Rekas                  | Polen       | 139,175 | 44,89 (19)  | 2.18,93 (22) | 4.47,85 (19)  |              |
| NC21   | Jaana Kivipelto (3)          | Finland     | 143,049 | 43,90 (8)   | 2.17,95 (21) | 5.19,00 (22f) |              |
| NC22   | Elke Felicetti (3)           | Italië      | 153,651 | 59,21 (22f) | 2.17,68 (20) | 4.51,29 (21)  |              |